# 新公共服務
新公共服務（英語：New Public Service, NPS），由罗伯特·登哈特夫婦主張的行政學理論。不同於新公共管理(NPM)將公民視為顧客，新公共服務理論認為應讓公民參與到公共管理之中。
2003年，罗伯特·登哈特夫婦的《新公共服務：服務，而不是掌舵》（The New Public Service –Serving, not Steering）為新公共服務的濫觴。

## 核心概念
新公共服務的核心概念及主張共有7項：
1. 服務取代掌舵
2. 公共利益為目的
3. 服務公民，而非顧客
4. 策略思維、民主行動
5. 課責不易
6. 重視人民，而非生產力
7. 重視公民精神，而非企業精神